# Багатель
Багате́ль (фр. bagatelle — маленькая изящная вещь, безделушка) — небольшая, лёгкая в исполнении музыкальная пьеса, главным образом для фортепиано.

## Первая багатель
Самая первая багатель под этим же названием была создана Франсуа Купереном в его втором сборнике клавесинных пьес, в котором одно рондо было озаглавлено Les bagatelles (багатели, безделицы).

## Самые известные багатели

### XIX век
Вероятно, наиболее известные багатели были написаны Людвигом ван Бетховеном (1770—1827), который опубликовал три сборника: «Багатели. Опус 33», «Багатели. Опус 119» и «Багатели. Опус 126». Он также написал несколько подобных произведений, которые не были опубликованы при его жизни, включая пьесу, которая наиболее известна как «К Элизе» (багатель Опус 59, её относят к 1810 году). 
Другие примечательные примеры — это:
- «Багатель без тональности» Ференца Листа (раннее исследование атональности),
- сборник Антонина Дворжака для двух скрипок, виолончели и фисгармонии (опус 47), сборник Бедржиха Сметаны,
- багатели Яна Сибелиуса.
- Антон Диабелли также написал багатель в короткой и весёлой форме.
- Камиль Сен-Санс написал шесть багателей (опус 3).

### XX век
В двадцатом столетии несколько композиторов написали сборники, включая:
- Белу Бартока, который написал сборник из четырнадцати багателей (опус 6);
- Александра Черепнина.
- Антон Веберн написал шесть багателей для струнного квартета (опус 9);
- Джеральд Финци — «Пять багателей» для кларнета и фортепиано.

Каноническим современным примером багателей является сборник Дьёрдя Лигети, который изначально сочинил шесть багателей для фортепиано, а позднее переделал их для духовых в 1953 году («Шесть багателей для квинтета духовых»). 
Уильям Уолтон также написал «Пять багателей» для гитары соло, вошедших в репертуар таких выдающихся классических гитаристов, как Джулиан Брим, Кристофер Паркенинг и Ана Видович. 
Американский композитор Чарльз Вуоринен написал багатель для фортепиано соло, к которой он позднее сделал оркестровку. 
Австралийский композитор Карл Вайн тоже написал пять багателей для фортепиано (1994), которые довольно часто исполняются на соревнованиях по игре на фортепиано, особенно в Австралии.
Из российских композиторов известен Эдисон Денисов, написавший в 1960 году семь пьес-багателей. 
В последних сочинениях Валентина Сильвестрова главной формой становится именно багатель. Для Сильвестрова в ней таится глубокий смысл — непосредственного, спонтанного самовыражения, импровизационного высказывания. «Сущность часто может таиться в пустяках, — говорит композитор. — В пустяке содержится крупица высокого, как в капле росы отражается солнце. Мы можем обнаружить это в инвенциях Баха, прелюдиях Шопена, где видим ту же высоту, что и в больших композициях, но сконцентрированную в мгновении».